# Glyptocidaridae
Glyptocidaridae é uma família de ouriços-do-mar (Echinoidea) de morfologia regular pertencente à ordem Stomopneustoida. A família é monotípica, incluindo apenas o género Glyptocidaris com uma única espécie extante conhecida: Glyptocidaris crenularis.

## Descrição
Os membros da família Glyptocidaridae são ouriços-do-mar regulares, com testa ("concha") arredondada e globosa, o peristoma (boca) situado no centro da face oral (inferior) e o periprocto (aparelho que contém o ânus e os poros genitais) na face oposto, na região apical da face aboral (superior). Quando observada em perfil, a testa é ligeiramente subcónica e aplanada na face inferior.
O disco apical é pequeno e hemicíclico, incluindo o periprocto, que é oval e inclui duas placas perianais. As placas ambulacrárias são poligeminadas com pés ambulacrários rectilíneos.
Os tubérculos são imperfurados e crenulados de maneira muito visível (origem do epíteto específico da única espécie extante conhecida). A lanterna de Aristóteles é do tipo estirodonte. Os radíolos são cobertos por um córtex, com um comprimento máximo inferior a metade do diâmetro da teta.
O registo fóssil desta família é conhecido desde o Eoceno.

## Taxonomia
A base de dados taxonómicos WRMS lista apenas um género com uma espécie extante nesta família:
- Género Glyptocidaris A. Agassiz, 1864
  - Espécie Glyptocidaris crenularis A. Agassiz, 1863

Conhecem-se exemplares fósseis atribuídos a este agrupamento taxonómico. O Natural History Museum, na sua página na internet, inclui duas espécies fósseis do género Glyptocidaris:  G. heteroporus (Lambert, 1898) (Eoceno, França) e G. arctina (Nisiyama, 1966) (Oligoceno, Japão).